# Xie Hui
Xie Hui (謝晦) (390. – 426.), kurtoazno ime Xuanming (宣明), bio je kineski visoko pozicionirani general u službi dinastije Liu Song, poznat po tome što je zajedno sa Xu Xianzhijem i Fu Liangom svrgnuo cara Shaoa, uvjeren kako on nije dostojan nasljednik osnivača dinastije cara Wua (Liu Yu).  Na prijestolje je došao Shaov brat car Wen, koji je bijesan zbog bratovog ubojstva, dao pogubiti Xua i Fua. Uplašen za sebe, Xie je podigao pobunu protiv cara, ali je poražen i pogubljen.